# 山梨市駅

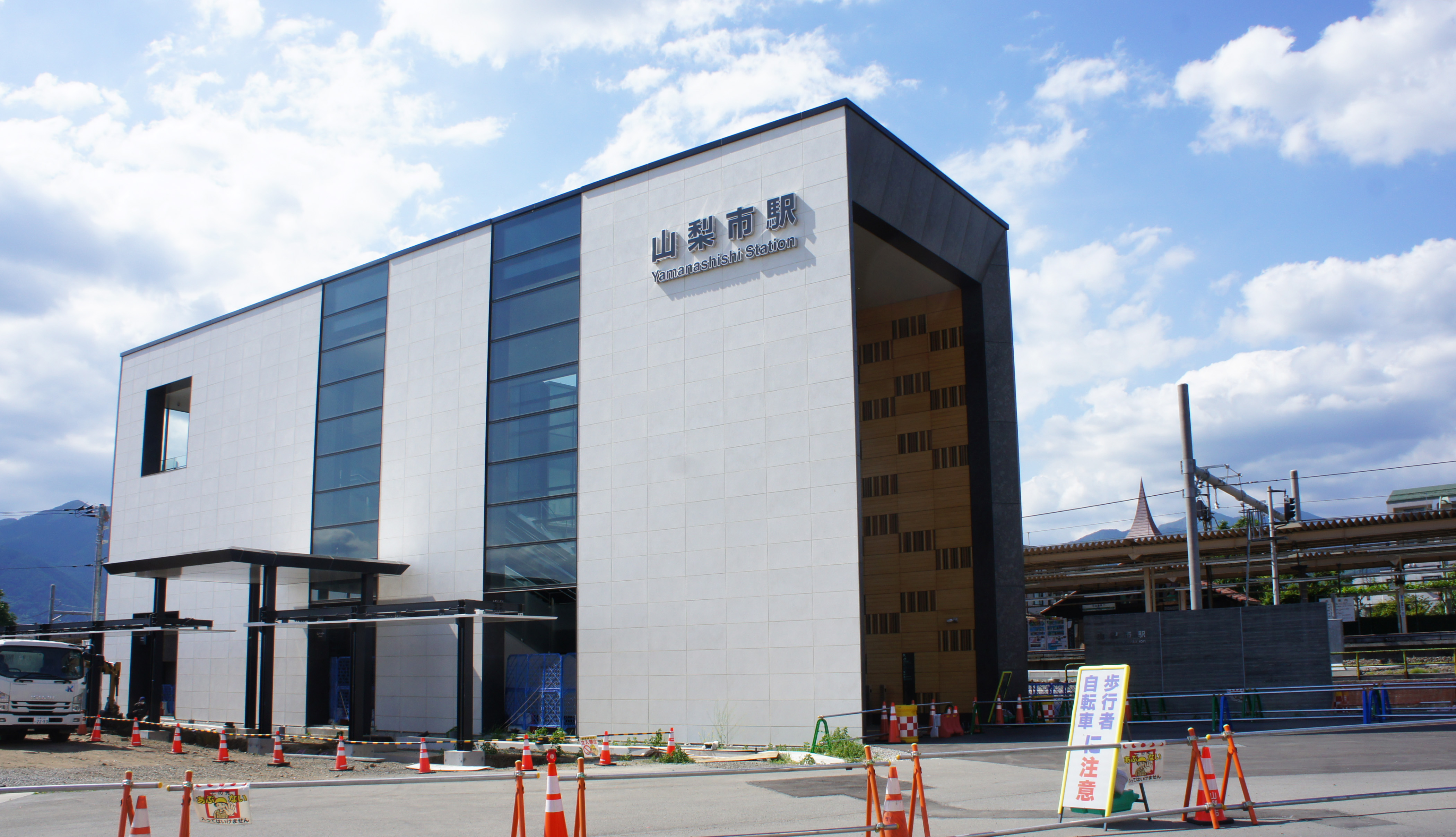
南口（2021年5月）

山梨市駅（やまなししえき）は、山梨県山梨市上神内川にある、東日本旅客鉄道（JR東日本）中央本線の駅である。駅番号はCO 39。
2020年（令和2年）に常磐線佐貫駅が龍ケ崎市駅に改称するまでは、JR東日本で唯一の市駅であった。

## 歴史
- 1903年（明治36年）6月11日：国鉄中央本線 初鹿野駅（現・甲斐大和駅）・甲府駅間開通と同時に日下部駅（くさかべえき）として開業[1][2]。旅客および貨物の取り扱いを開始[2]。
- 1962年（昭和37年）1月15日：山梨市駅（やまなししえき）に改称[2]。
- 1982年（昭和57年）11月15日：貨物の取り扱いを廃止[2]。
- 1985年（昭和60年）3月14日：荷物の扱いを廃止[2]。
- 1987年（昭和62年）4月1日：国鉄分割民営化により、東日本旅客鉄道（JR東日本）の駅となる[2][4]。
- 2004年（平成16年）
  - 10月16日：ICカード「Suica」の利用が可能となる[報道 2]。東京近郊区間に編入される[報道 2]。
  - 12月：山梨市の駅前土地整理事業により、駅前広場（夢の実広場）が完成[新聞 1]。
- 2005年（平成17年）12月16日：駅舎改修工事が完成し、供用を開始[新聞 2]。
- 2007年（平成19年）2月26日：指定席券売機を設置。
- 2017年（平成29年）
  - 2月28日：みどりの窓口の営業を終了[5]。
  - 8月28日：橋上駅舎化の改築工事に着手[新聞 3]。
- 2018年（平成30年）1月：橋上駅舎化の改築工事に伴い、仮駅舎での営業を開始[報道 3]。
- 2019年（平成31年）3月16日：ダイヤ改正に伴い、「あずさ」がすべて通過し、特急列車は「かいじ」のみの停車となる[報道 4]。
- 2020年（令和2年）
  - 3月2日：橋上駅舎、南北自由通路および北口の一部が供用を開始[報道 5]。
  - 3月14日：ダイヤ改正に伴い、特急「あずさ」の停車を再開（朝夕2往復が停車）[報道 6]。
- 2021年（令和3年）2月12日：南口が供用を開始[6]。
- 2022年（令和4年）4月24日：南口広場が利用を開始[7]。

## 駅構造
大月営業統括センター管内の業務委託駅（JR東日本ステーションサービス委託）で、塩山駅が管理する。 駅舎側に単式ホーム1面1線、その奥に島式ホーム1面2線、計2面3線を有する地上駅で、橋上駅舎を有する。両ホームは一つの跨線橋で結ばれている。橋上駅舎化と同時にセルフレジ形式のNewDaysKIOSKが開業した。指定席券売機や自動改札機が設置されている。
かつては木造平屋建ての駅舎だったが、老朽化が進んだことから2005年（平成17年）に改修された。総工費約6,000万円の内、約5,000万円を山梨市が負担し、デザインコンセプトを「自然の恵みと文化の香りが調和した街＝フルーツ・ガーデン・シティ」としており、木目調の外壁や西欧風本葺き形瓦の採用など、甲府盆地とその周辺景観との調和を考慮した外観となっている。2017年（平成29年）8月28日、JR東日本八王子支社および山梨市から鉄骨造の地上3階建の橋上駅舎を建設し、南北間の自由通路を設置することで南側からのアクセスを向上させることが発表された。旧駅舎は解体され、仮駅舎を経た上で、2020年（令和2年）3月2日に橋上駅舎、南北自由通路および北口の一部が供用開始された。その後、翌2021年（令和3年）2月12日より、南口が供用開始された。
特急列車は一部の臨時を除くすべての「かいじ」と一部の「あずさ」が停車する。ダイヤによっては普通列車との緩急接続も行われる。

### のりば
| 番線 | 路線     | 方向 | 行先                         | 備考     |
| ---- | -------- | ---- | ---------------------------- | -------- |
| 1    | 中央本線 | 上り | 大月・八王子・新宿・東京方面 |          |
| 2    | 中央本線 | 上り | 大月・八王子・新宿・東京方面 | 待避列車 |
| 2    | 中央本線 | 下り | 甲府・小淵沢・松本・長野方面 | 待避列車 |
| 3    | 中央本線 | 下り | 甲府・小淵沢・松本・長野方面 |          |

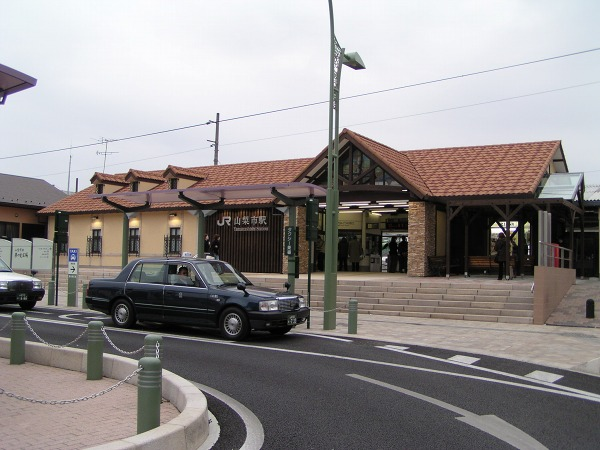
旧駅舎（2006年1月）
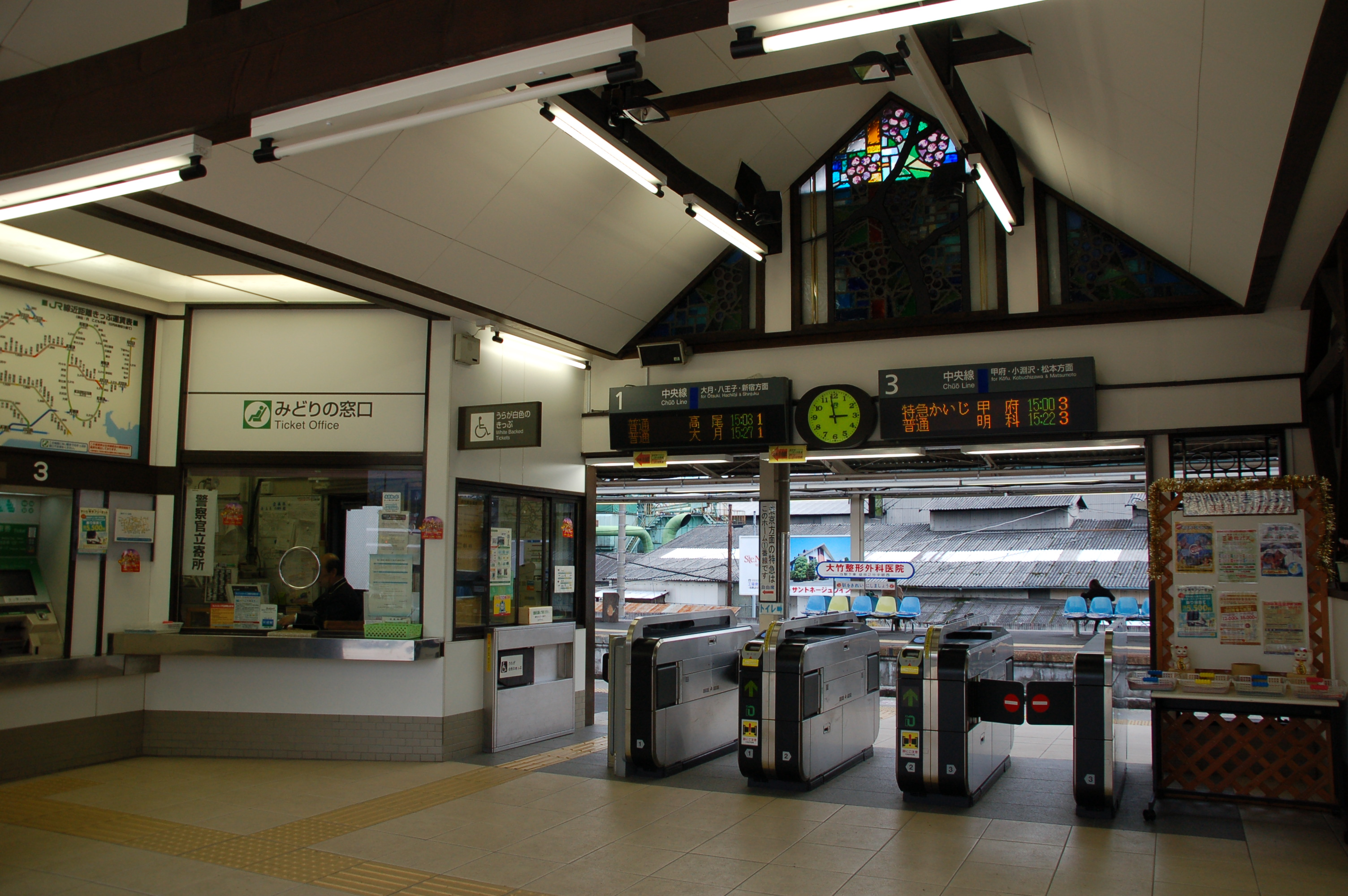
旧改札口 上部天井付近には特産品のブドウをあしらったステンドグラスが設置されていた（2006年11月）
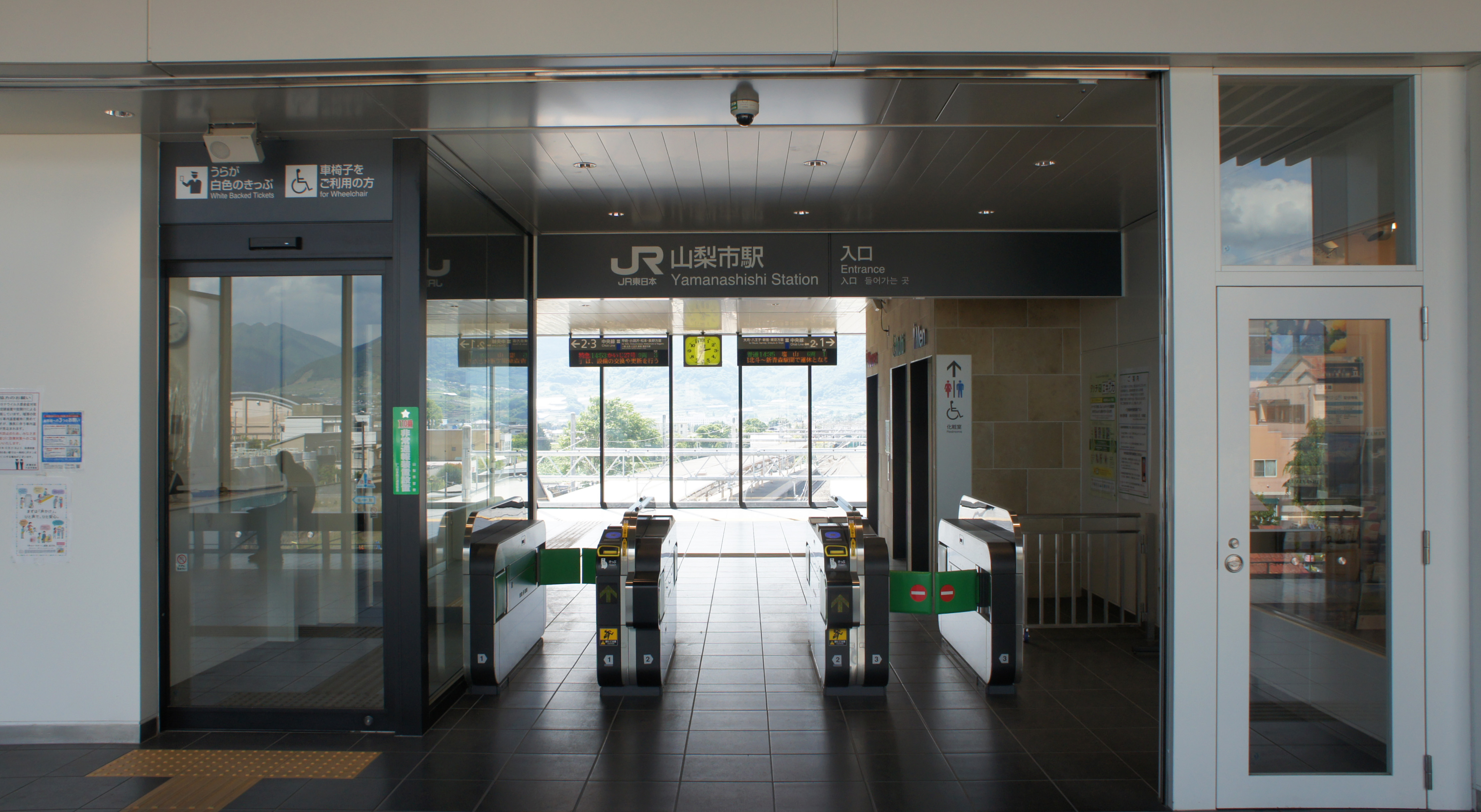
改札口（2021年5月）
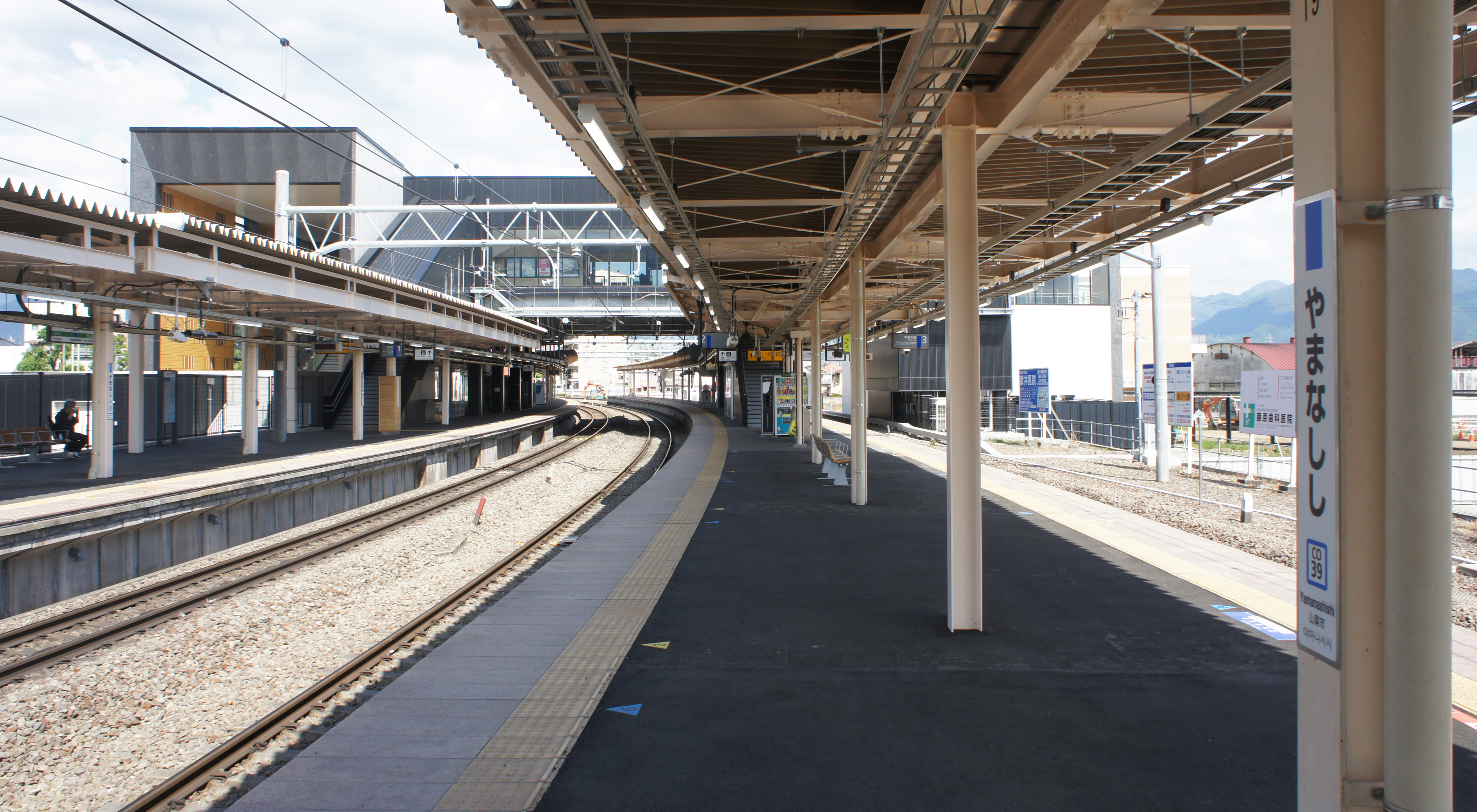
ホーム（2021年5月）

## 利用状況
JR東日本によると、2023年度（令和5年度）の1日平均乗車人員は1,555人である。
2000年度（平成12年度）以降の推移は以下のとおりである。
| 1日平均乗車人員推移 | 1日平均乗車人員推移 | 1日平均乗車人員推移 | 1日平均乗車人員推移 | 1日平均乗車人員推移 |
| 年度                | 定期外              | 定期                | 合計                | 出典                |
| ------------------- | ------------------- | ------------------- | ------------------- | ------------------- |
| 2000年（平成12年）  |                     |                     | 1,948               | [ 利用客数 2 ]      |
| 2001年（平成13年）  |                     |                     | 1,959               | [ 利用客数 3 ]      |
| 2002年（平成14年）  |                     |                     | 1,920               | [ 利用客数 4 ]      |
| 2003年（平成15年）  |                     |                     | 1,887               | [ 利用客数 5 ]      |
| 2004年（平成16年）  |                     |                     | 1,876               | [ 利用客数 6 ]      |
| 2005年（平成17年）  |                     |                     | 1,858               | [ 利用客数 7 ]      |
| 2006年（平成18年）  |                     |                     | 1,829               | [ 利用客数 8 ]      |
| 2007年（平成19年）  |                     |                     | 1,810               | [ 利用客数 9 ]      |
| 2008年（平成20年）  |                     |                     | 1,793               | [ 利用客数 10 ]     |
| 2009年（平成21年）  |                     |                     | 1,793               | [ 利用客数 11 ]     |
| 2010年（平成22年）  |                     |                     | 1,770               | [ 利用客数 12 ]     |
| 2011年（平成23年）  |                     |                     | 1,748               | [ 利用客数 13 ]     |
| 2012年（平成24年）  | 671                 | 1,142               | 1,814               | [ 利用客数 14 ]     |
| 2013年（平成25年）  | 655                 | 1,182               | 1,838               | [ 利用客数 15 ]     |
| 2014年（平成26年）  | 664                 | 1,130               | 1,794               | [ 利用客数 16 ]     |
| 2015年（平成27年）  | 668                 | 1,141               | 1,809               | [ 利用客数 17 ]     |
| 2016年（平成28年）  | 648                 | 1,135               | 1,783               | [ 利用客数 18 ]     |
| 2017年（平成29年）  | 636                 | 1,151               | 1,788               | [ 利用客数 19 ]     |
| 2018年（平成30年）  | 635                 | 1,100               | 1,736               | [ 利用客数 20 ]     |
| 2019年（令和元年）  | 622                 | 1,060               | 1,682               | [ 利用客数 21 ]     |
| 2020年（令和02年）  | 315                 | 906                 | 1,222               | [ 利用客数 22 ]     |
| 2021年（令和03年）  | 381                 | 940                 | 1,322               | [ 利用客数 23 ]     |
| 2022年（令和04年）  | 496                 | 948                 | 1,444               | [ 利用客数 24 ]     |
| 2023年（令和05年）  | 581                 | 974                 | 1,555               | [ 利用客数 1 ]      |

## 駅周辺
山梨市の中心部である。駅前広場が整備され、山梨市営バスやタクシーが発着する。
- 山梨県笛吹川フルーツ公園
- 山梨県立山梨高等学校
- 万力公園
- 加納岩総合病院
- 日下部記念病院
- 笛吹川
- ほったらかし温泉
- 山梨加納岩郵便局
- いちやまマート 山梨店

## バス路線
「山梨市駅」停留所が設置されており、山梨市営バスの路線が発着する。
- 西沢渓谷線：西沢渓谷入口行き[注 1]、山梨厚生病院行き
- 南方向巡回：山梨市駅行き、山梨厚生病院行き、老人健康福祉センター行き
- 北方向巡回：戸市行き、山梨市駅行き、老人健康福祉センター行き
- 笛吹川フルーツ公園線：フルーツセンター行き

## 隣の駅
※特急「あずさ」・「かいじ」の隣の停車駅は列車記事を参照。
東日本旅客鉄道（JR東日本）
 中央本線
東山梨駅 (CO 38) - 山梨市駅 (CO 39) - 春日居町駅 (CO 40)

### 記事本文